# Darevskia aghasyani
Darevskia aghasyani — вид ящірок з родини справжніх ящірок (Lacertidae). Описаний у 2019 році.

## Назва
Вид названо на честь вірменського герпетолога Арама Агасяна, який вивчає рептилій Вірменії і зробив величезний внесок у розвиток природоохоронних територій Вірменії.

## Поширення
Ендемік Вірменії. Поширений у горах Урцького хребта у Араратському марзі на висоті 2000 м над рівнем моря.

## Опис
Дрібна ящірка, тіло завдовжки 49–54 мм, не враховуючи хвоста. Спинна поверхня коричнево-бежева. Черево в обох статей білувате, у самців в анальній ділянці жовті з вохрою стегнові пори. По краю зовнішніх черевних щитків посередині тулуба через один щиток з'являються синюваті плями. З боків тулуба (область грудей) є дві блакитні плями у самців і одна у самиць.